# Гомі Бгабга
Гомі Бгабга (англ. Homi K. Bhabha, 1946, Бомбей, Індія) — американський дослідник постколоніалізму індійського походження. Професор англійської та американської мови та літератури в Гарвардському університеті. Автор багатьох ключових понять сучасної постколоніальної теорії, таких як гібридність, мімікрія та амбівалентність. Згідно з теорією Бгабга, ці поняття описують способи опору колонізованих владі колонізатора. Теорії Бгабга були сформульовані під впливом Франца Фанона, Жака Дерріда, Мішеля Фуко та Едварда Саїда і використовують міждисциплінарний підхід.

## Біографія
Народився в родині парсів в Бомбеї. Навчався в школі Св. Мері, Університеті Бомбею та в Оксфордському університеті. Спочатку викладав в Сассекському університеті. Займав посаду професора в Принстонському, Пеннсильванському університетах, Університеті Чикаго, університетському коледжі Лондона та в Гарвардському університеті.

## Вибрані публікації
- (Ed.) Nation and Narration, Routledge (1990; ISBN 0-415-01483-2)
- The Location of Culture, Routledge (1994; ISBN 0-415-05406-0)
- Edward Said Continuing the Conversation, co-ed. with W.J.T. Mitchell (originally an issue of Critical Inquiry), 2005. ISBN 0-226-53203-8
- «Cosmopolitanisms» in Public Culture 12.3, eds Sheldon I. Pollock, Homi K. Bhabha, Carol Breckenridge, Arjun Appadurai, and Dipesh Chakrabarty, 2000.
- «In a Spirit of Calm Violence», 1993.
- «Modernity, Culture, and The Jew», eds Laura Marcus & Bryan Cheyette, 1998.
- «On Cultural Choice», 2000.
- «V.S. Naipaul», 2001
- «Democracy De-Realized», 2002.
- «On Writing Rights», 2003.
- «Making Difference: The Legacy of the Culture Wars», 2003.
- «Adagio», 2004.
- «Still Life», 2004.
- Foreword to The Wretched of the Earth by Frantz Fanon, transl. Richard Philcox, 2004.
- «Framing Fanon», 2005.
- «Without Boundary», with Fereshteh Daftari and Orhan Pamuk, 2006.
- «The Black Savant and the Dark Princess», 2006.